# Linn-Kristin Riegelhuth Koren
Linn-Kristin Riegelhuth Koren, née le 1er août 1984 à Ski (Akershus), est une ancienne handballeuse internationale norvégienne. Joueuse extrêmement rapide et technique, elle évoluait aussi bien au poste d'ailière droite qu'à celui d'arrière droite.
Élue meilleure handballeuse de l'année 2008, elle est notamment double championne olympique (2008 et 2012), une fois championne du monde en 2011 et quintuple championne d'Europe (2004, 2006, 2008, 2010 et 2014).
Sa sœur cadette, Betina Riegelhuth, est aussi handballeuse. Le 25 juin 2011, Linn-Kristin Riegelhuth s'est mariée avec Einar Sand Koren et a changé son nom en Linn-Kristin Riegelhuth Koren.

## Biographie
Linn-Kristin Riegelhuth, qui a évolué la majeure partie de sa carrière dans le club-phare du championnat norvégien, le Larvik HK, a également été pendant plusieurs années l'une des joueuses essentielles de la sélection norvégienne. Elle s'est forgée avec celle-ci un très beau palmarès, remportant notamment les titres olympiques en 2008 et 2012, un titre mondial en 2011 et cinq titres de championne d'Europe en 2004, 2006, 2008, 2010 et 2014.
Avec son club, elle remporte à de nombreuses reprises le championnat et la coupe de Norvège. Le 25 janvier 2009, lors d'un match de championnat, elle atteint le total impressionnant de plus de 1 000 buts marqués sous les couleurs de son club. Après une année 2008 très réussie, tant sur le plan individuel qu'avec la Norvège et l'équipe de Larvik, elle est désignée meilleure handballeuse de l'année 2008 par la Fédération internationale de handball (IHF) en octobre 2009.
En janvier 2009, Linn-Kristin Riegelhuth annonce qu'elle quitte le championnat norvégien pour rejoindre à partir du mois de juillet suivant le club danois du FC Copenhague Handball, club qui possède également une section masculine où signe Einar Sand Koren, son futur mari. Avant ce départ, elle dispute une finale de coupe des vainqueurs de coupe, finale perdue face à sa future équipe.
Elle s'intègre rapidement à sa nouvelle équipe dont elle devient rapidement l'un des éléments majeurs. Cependant, après une seule saison disputée, le club danois se délite et elle retourne dans son ancien club de Larvik au début de la saison 2010-2011. Avec celui-ci, elle remporte pour la première fois la Ligue des champions.
En mai 2015, elle annonce être enceinte. Elle ne participe donc pas au Championnat du monde féminin de handball 2015 qui a lieu au Danemark, mais n'entend pas pour autant mettre un terme à sa carrière internationale.
Elle retrouve en effet la compétition avec son club du Larvik HK et l'équipe nationale avec laquelle elle met un terme à sa carrière internationale après la médaille de bronze remportée aux Jeux olympiques de 2016. Avec un total de 971 buts marqués, elle est alors la deuxième meilleure marqueuse de l'histoire de l'Équipe de Norvège
Depuis 2013, elle est la troisième meilleure marqueuse de l'histoire de l'Équipe de Norvège.
Elle prend sa retraite sportive en 2017 après son quatorzième titre de championne de Norvège et sa treizième coupe de Norvège.

## Palmarès

### Club
compétitions internationales 
- vainqueur de la Ligue des champions en 2011(avec Larvik HK)[5]
- finaliste de la Ligue des champions en 2013 (avec Larvik HK)[6]
- vainqueur de la coupe des vainqueurs de coupe en 2005 et 2008 (avec Larvik HK)
- finaliste de la coupe des vainqueurs de coupe en 2009 (avec Larvik HK)

 compétitions nationales 
- championne de Norvège (14) : 2003, 2004, 2005, 2006, 2007, 2008, 2009, 2011, 2012, 2013, 2014, 2015, 2016 et 2017 (avec Larvik HK)
- vainqueur de la coupe de Norvège (13) : 2003, 2004, 2005, 2006, 2007, 2009, 2011, 2012, 2013, 2014, 2015, 2016 et 2017 (avec Larvik HK)
- vainqueur de la coupe du Danemark en 2010 (avec FC Copenhague Handball)

### Sélection nationale
Jeux olympiques
- médaille d'or aux Jeux olympiques de 2008 à Pékin
- médaille d'or aux Jeux olympiques de 2012 à Londres
- médaille de bronze aux Jeux olympiques de 2016 à Rio de Janeiro

championnats du monde
- vainqueur du championnat du monde 2011
- finaliste du championnat du monde 2007[7]
- 3e du championnat du monde 2009[8]
- 6e place au Championnat du monde 2003

championnats d'Europe
- vainqueur du championnat d'Europe 2004
- vainqueur du championnat d'Europe 2006
- vainqueur du championnat d'Europe 2008
- vainqueur du championnat d'Europe 2010
- vainqueur du championnat d'Europe 2014
- finaliste du championnat d'Europe 2012[9]

autres
- débuts en équipe de Norvège le 23 septembre 2003

### Distinction personnelle
- élue meilleure handballeuse de l'année IHF en 2008
- élue meilleure ailière droite du championnat du monde 2009
- meilleure marqueuse du championnat d'Europe 2008
- élue meilleure ailière droite du championnat d'Europe 2008
- élue meilleure ailière droite du championnat de Norvège 2008/2009
- meilleure marqueuse de la coupe d'Europe des vainqueurs de coupe en 2009 avec 60 buts[10]
- troisième meilleure marqueuse de l'histoire de l'équipe de Norvège[4]